# Habrocestoides
Habrocestoides là một chi nhện trong họ Salticidae.

## Các loài
Chi này có các loài:
- Habrocestoides bengalensis Prószyński, 1992
- Habrocestoides darjeelingus Logunov, 1999
- Habrocestoides indicus Prószyński, 1992
- Habrocestoides micans Logunov, 1999
- Habrocestoides nitidus Logunov, 1999
- Habrocestoides phulchokiensis Logunov, 1999